# Иванковић Село
Иванковић Село је насељено мјесто у саставу града Карловца, на Кордуну, у Карловачкој жупанији, Република Хрватска.

## Географија
Иванковић Село се налази око 22 км југоисточно од Карловца.

## Историја
Иванковић Село се од распада Југославије до августа 1995. године налазило у Републици Српској Крајини.

## Становништво
Према попису становништва из 2011. године, насеље Иванковић Село је имало 25 становника.
| Националност       | 1991. | 1981. | 1971. | 1961. |
| Срби               | 81    | 114   | 184   | 225   |
| Југословени        | 3     | 22    |       |       |
| Хрвати             | 2     | 2     |       | 1     |
| остали и непознато | 1     | 2     |       |       |
| Укупно             | 87    | 140   | 184   | 226   |

| Демографија | Демографија | Демографија |
| Година      | Становника  | Становника  |
| ----------- | ----------- | ----------- |
| 1961.       | 226         |             |
| 1971.       | 184         |             |
| 1981.       | 140         |             |
| 1991.       | 87          |             |
| 2001.       | 27          |             |
| 2011.       |             | 25          |